# Érin
Érin é uma comuna francesa na região administrativa de Altos da França, no departamento de Pas-de-Calais. Estende-se por uma área de 6,36 km². Em 2010 a comuna tinha 245 habitantes (densidade: 38,5 hab./km²).